# Walkinstown
Walkinstown (irl. Baile Bhailcín) – dzielnica Dublina usytuowana w południowej części miasta, około 6 kilometrów od jego centrum. Dzielnica ta graniczy z takimi dzielnicami jak: Crumlin od wschodu, Drimmagh od północy, Greenhills od południa oraz Ballymount, Bluebell i Clondalkin od zachodu. Kod pocztowy dzielnicy to: Dublin 12. Dane Irlandzkiego Biura Statystycznego (Central Statistics Office) z 2006 roku podają, iż populacja tego obszaru to 5910 mieszkańców.
W dzielnicy rozwijany jest przemysł lekki, znajdują się tam liczne magazynamy, dealerzyi samochodowi oraz wszelkiego rodzaju outlety które w większości usytuowane są wzdłuż Long Mile Road.
Okolica ta jest bardzo dobrze skomunikowana z centrum miasta za pomocą połączeń autobusowych (Dublin Bus), znajdują się tu liczne szkoły, biblioteki, ośrodki sportu, centra kulturalne, puby kościoły oraz sklepy.